# Сінгапур на літніх Олімпійських іграх 1952
На XV літніх Олімпійських іграх, що проходили у Гельсінкі у 1952 році, Сінгапур був представлений 5 спортсменами у трьох видах спорту — легка атлетика, плавання та важка атлетика. Прапороносцем на церемоніях відкриття і закриття Олімпійських ігор був важкоатлет Тхонг Сав Пак.
Сінгапур вдруге за свою історію взяв участь у літніх Олімпійських іграх. Жодних медалей сінгапурські спортсмени не здобули.

## Важка атлетика
| Спортсмен             | Дисципліна | Прес (kg) | Ривок (kg) | Поштовх (кг) | Разом (кг) | Місце |
| --------------------- | ---------- | --------- | ---------- | ------------ | ---------- | ----- |
| Лон бін Мохаммед Ноор | до 56 кг   | 77,5      | 85,0       | 112,5        | 275        | 8     |
| Чай Вен Єу            | до 60 кг   | 87,5      | 97,5       | 127,5        | 312,5      | 6     |
| Тхонг Сав Пак         | до 67,5 кг | 95,0      | —          | —            | —          | —     |

## Легка атлетика
|       | Спортсмен  | Дисципліна       | Раунд                 | Результат | Місце | Загальне місце |
| ----- | ---------- | ---------------- | --------------------- | --------- | ----- | -------------- |
| Жінки | Тан Пай Ва | 100 м            | перший раунд          | 13,8 с    | 4     | 56             |
| Жінки | Тан Пай Ва | 80 м з бар'єрами | кваліфікаційний раунд | 12,8 с    | 5     | 32             |

## Плавання
|          | Спортсмен   | Дисципліна           | Раунд                 | Результат | Місце |
| -------- | ----------- | -------------------- | --------------------- | --------- | ----- |
| Чоловіки | Нео Шві Кок | 100 м, вільний стиль | перший раунд          | 1:00,6 хв | 28    |
| Чоловіки | Нео Шві Кок | 400 м, вільний стиль | кваліфікаційний раунд | 4:57.5 хв | 30    |